# Mickaël Citony
Mickaël Citony (Villiers-le-Bel, 21 augustus 1980) is een Frans voetballer die bij voorkeur als middenvelder speelt. Hij debuteerde in 2004 in het Martinikaans voetbalelftal.

## Carrière
Citony werd opgeleid door AS Cannes. Op axchttienjarige leeftijd debuteerde hij in het eerste elftal van de toenmalige tweedeklasser. Citony, die destijds als een grote belofte gold, maakte in januari 1999 de overstap naar Stade Rennais, maar daar kwam hij amper aan spelen toe: in anderhalf jaar tijd speelde hij slechts drie wedstrijden in de Ligue 1. Rennes besloot hem in het seizoen 2001/02 dan maar te verhuren aan tweedeklasser Stade Lavallois, waar hij 27 competitiewedstrijden speelde. Terug bij Rennes speelde hij op een half seizoen tijd evenveel wedstrijden als in het vorige anderhalve seizoen (drie), maar opnieuw moest hij vooral in het B-elftal opdraven. In januari 2003 verkocht Rennes hem dan maar aan AS Saint-Étienne.
In zijn eerste halfjaar bij Saint-Étienne slaagde hij erin om samen met zijn ploegmakkers het behoud in de Ligue 2 te verzekeren. Het seizoen 2003/04 verliep beter: Saint-Étienne werd kampioen in de Ligue 2 en promoveerde zo naar de Ligue 1. Citony kwam dat seizoen veel aan spelen toe, maar scoorde slechts één keer (tegen US Créteil). In het seizoen 2004/05 kwam Citony in de Ligue 1 amper aan spelen toe, waarop hij in januari 2005 werd verkocht aan CS Sedan.
Met tweedeklasser Sedan slaagde Citony er niet in om te promoveren, maar in de Coupe de France zorgde de club wel voor een stunt door de finale te halen. In de halve finale met rechtstreekse uitschakeling scoorde Citony tegen AS Monaco het enige doelpunt – ook in de tweede ronde tegen US La Montagnarde en in de kwartfinale tegen Grenoble Foot 38 had Citony eerder al gescoord. In de finale verloor Sedan echter met 2-1 van AJ Auxerre. Op het einde van het seizoen verkaste Citony naar US Créteil.
In januari 2007 werd de Belgische eersteklasser FC Brussels zijn eerste buitenlandse avontuur. In zijn (eerste) halve seizoen speelde Citony vijf wedstrijden voor de Brusselse club, maar zijn tweede seizoen in het Edmond Machtensstadion ging volledig de mist in: hij miste de eerste helft van het seizoen door een zware blessure die hij opliep in een vriendschappelijke wedstrijd tegen AS Nancy en kwam de rest van het seizoen ook niet meer aan spelen toe. Nadat Brussels naar Tweede klasse degradeerde, ging Citony voor het Zwitserse Urania Genève Sport spelen.
Na korte passages bij Urania Genève Sport (2008-januari 2009) en Raja Casablanca (januari 2009-2009) keerde Citony terug naar Frankrijk, waar hij voor AS Beauvais ging spelen. In zijn eerste vriendschappelijke wedstrijd voor de club liep hij meteen een zware blessure op, waardoor hij in anderhalf jaar tijd slechts vier wedstrijden voor de club speelde. Na een kort avontuur bij derdeklasser FC Gueugnon belandde hij in januari 2012 bij RFC Liegeois, waar hij ook maar kort bleef. Nadien kwam Citony nog uit voor verschillende clubs in de Franse lagere divisies.